# Lagos de España
Aunque no existen grandes áreas endorreicas, en cambio, no son tan raras las depresiones lacustres de pequeñas dimensiones que, aunque reciben algunos afluentes, disponen también de emisarios que vierten directamente al mar sus aguas sobrantes. Cuando en estas depresiones se acumula el agua de forma permanente y con una cierta profundidad se forma un lago. La vida de los lagos es siempre precaria, ya que los afluentes que reciben, además de agua, aportan sedimentos, que poco a poco van colmatando la depresión sobre la que se asientan, llegando a colmatarla. Además los ríos emisarios que salen de él, erosionan la pared de detención cada vez más, disminuyendo al mismo tiempo su nivel. Estos dos fenómenos unidos van acortando la vida de los lagos hasta llegar a convertirlos en una planicie desecada. Así ha ocurrido con muchos de los lagos de origen glaciar existentes durante el Cuaternario en el Pirineo.

## Tipos de lagos en España
Podemos dividir los lagos de España en dos tipos fundamentales: los de tipo endógeno, es decir, creados por las fuerzas internas de la Tierra, como los volcanes y terremotos, y los de tipo exógeno, que son los formados por las fuerzas que trabajan en el exterior de la superficie terrestre; del viento, agua, hielo, etc. La mayoría de los lagos españoles se localizan en la alta montaña o conectados a sistemas cársticos.
Podemos clasificar los lagos de España según el siguiente cuadro:
| Origen          | Tipo                  | Ejemplos                         |
| Origen endógeno | Tectónicos            | Janda                            |
| Origen endógeno | Volcánicos            | Fuentilleja                      |
|                 |                       |                                  |
| Origen exógeno  | Glaciares             | Pirineo, Sanabria                |
| Origen exógeno  | Cársticos             | Ruidera                          |
| Origen exógeno  | Arreicos              | Lagunas de la Mancha, Ebro, etc. |
| Origen exógeno  | Eólicos               | Closes, en el Ampurdán           |
| Origen exógeno  | Litorales             | Mar Menor                        |
|                 |                       |                                  |
| Origen mixto    | Tectónico y Cárstico  | Bañolas                          |
| Origen mixto    | Estructural y arreico | Alcázar de San Juan              |

.

### Lagos exógenos
Se producen por la acción de los agentes erosivos (viento, agua, hielo...). Se pueden clasificar según el agente generador en los tipos siguientes:

#### Lagos glaciares

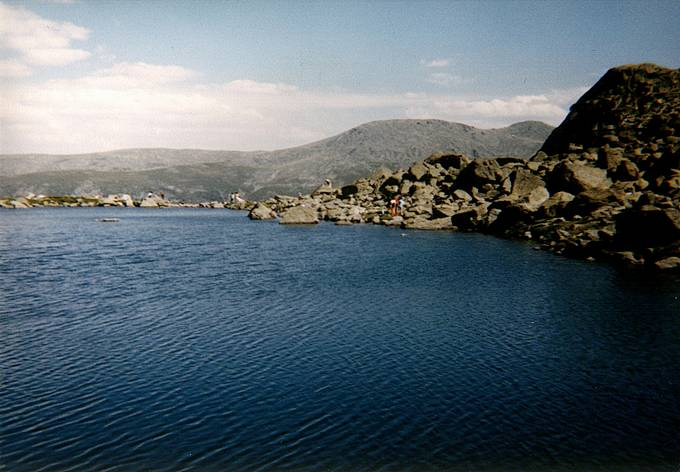
Laguna Grande de Peñalara, en la sierra de Guadarrama (Madrid). Laguna de origen glaciar.

Son los producidos por la acción de los glaciares en las altas montañas, ya sea por la acción excavadora de la lengua glaciar, ya sea por la obstrucción de las aguas que provocan los depósitos de las morrenas. Los más numerosos son los producidos por la excavación del glaciar que ha formado profundas cubetas en el circo o más abajo en el valle. Los lagos de circo suelen ser circulares y muy profundos. En el Pirineo son muy numerosos. El mayor de los lagos pirenaicos es el de Lanós, en Francia, cerca de la frontera española. El llamado Estany o lago de Mar en el Valle de Arán en la cabecera del Garona, tiene unos 880 m de diámetro y 80 de profundidad; el lago de Rius, con 1600 m de largo y 25 de profundidad; el Tort en el alto Noguera Pallaresa, 2400 de longitud; y el de Certascan, 96 m de profundidad. También hay algunos pequeños lagos glaciares en la Cordillera Ibérica lagunas de los (Picos de Urbión) y en la Cordillera Central, en Gredos (Comprimida y una decena más) y Guadarrama (Laguna Grande de Peñalara y Laguna de los Pájaros, alrededor de 2000-2200 m de altura. En Sierra Nevada hay ocho pequeñas lagunas, situadas entre 2.700 y 3.000 m, como las de las Yeguas, Caldera y Vacres, con un diámetro pequeño, de alrededor de 200 m.
El lago glaciar más importante de España es el Lago de Sanabria o San Martín de Castañeda (Zamora) en la cabecera del Tera, afluente del Esla. Este lago forma una cubeta alargada de más de 3 187 500 m², que tiene 3 km de largo por 1,4 de ancho y una profundidad máxima de 51 m y media de 35 m.

#### Lagos cársticos

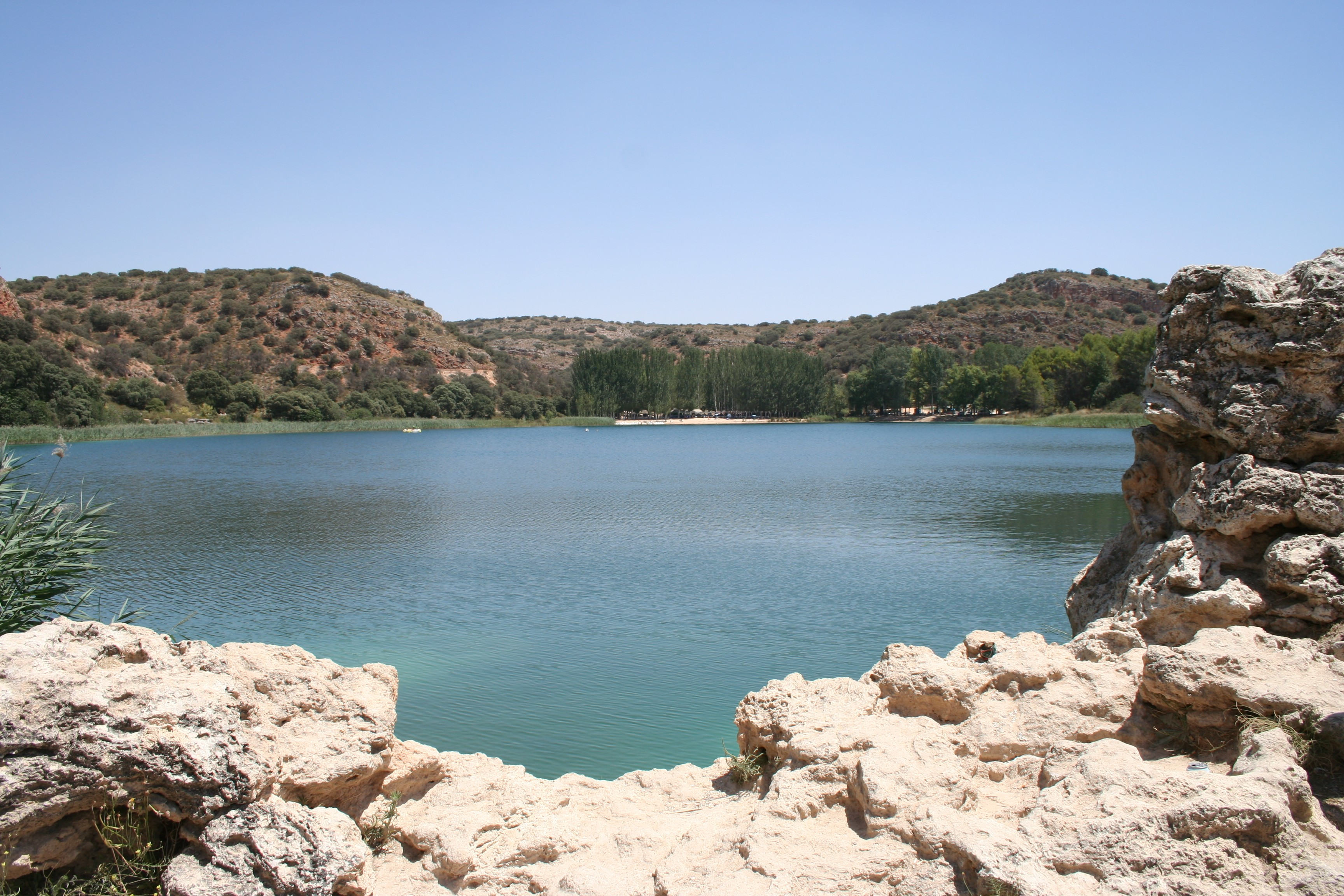
Laguna Salvadora (una de las siete de Ruidera) vista desde la barrera tobacea que la separa de Santos Morcillo).

Son los que se alojan en cubetas excavadas por disolución del agua en rocas solubles, tales como los yesos y sobre todo las calizas. Los más importantes de España son las siete lagunas de Ruidera, en las provincias de Albacete y Ciudad Real, que dan nacimiento al Guadiana Alto. Están ahondadas en las calizas y las mayores de ellas son las de la Colgada y la del Rey, que tienen unos 200 m de profundidad; la primera tiene una superficie de 103,4 ha y la segunda 39 ha. El agua salta de unas a otras proporcionando un caudal de 2.205 l/min.
También son de origen cárstico y en terrenos calizos, los lagos subterráneos, algunos de los cuales desembocan o comunican con el mar como el de las cuevas de Artá en Mallorca, mientras otros surgen al exterior y alimentan ríos y fuentes, como en Vall de Uxó (Castellón), etc.
Otro ejemplo es el de la laguna de Gallocanta, a 990 m de altura, en los límites de las provincias de Zaragoza y Teruel, la cual tiene 1.800 ha; pero sus aguas son muy pandas, salobres y en el momento de máxima extensión no tienen más de 1,5 m de profundidad. Del mismo tipo es la laguna de Fuente Piedra, o Salada (Málaga), a 410 m de altura, que tiene 1.400 ha de superficie.

#### Lagos arreicos
Las cuencas lacustres más extendidas de la Península, aun cuando no las más importantes por los caudales reunidos, pues se trata siempre de cuencas muy someras, son las llamadas de tipo arreico, características de las regiones áridas o semiáridas y llanas, en donde las escasas aguas recogidas no tienen fuerza suficiente para abrirse paso hasta el mar mediante cursos regulares, por lo que sus aguas se acumulan en zonas deprimidas y llanas hasta que se evaporan o reducen mucho. En España estas zonas se localizan en las planicies de la Meseta superior (Laguna de la Nava de Fuentes) y sobre todo en La Mancha (Alcázar de San Juan, Tomelloso, etc.), Depresión del Ebro (Bujaraloz, etc.), con precipitaciones cercanas o por debajo de los 400 mm y con fuertes sequías estivales. Se trata de lagunas de dimensiones muy variables según sea la estación seca o lluviosa, con aguas salobres (de aquí el nombre frecuente de saladas y saladares), y escasa profundidad, pues rara vez superan el metro.

#### Lagunas eólicas
En la llanura costera del Ampurdán (Gerona) existen pequeñas depresiones ocupadas por el agua o drenadas artificialmente, que reciben el nombre local de closes (cat., cerradas), las cuales nada tienen que ver, a pesar de su proximidad, con las marismas litorales, también existentes en la comarca. Se trata de pequeñas cuencas excavadas por la fuerza de la tramontana en las arenas y arcillas; son producidas, pues, por la deflación del viento sobre materiales blandos.

#### Lagunas y marismas litorales

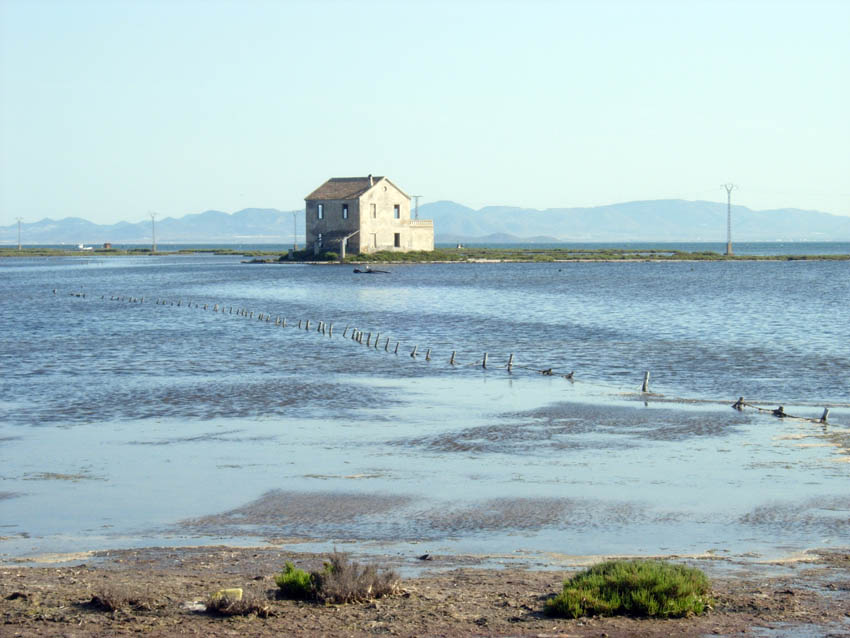
El Mar Menor, en la Región de Murcia. Lago litoral.

Se incluyen aquí las lagunas o marismas litorales y albuferas, creadas por la acción combinada del mar y de la sedimentación fluvial. Se encuentran en zonas costeras llanas, en donde hay aportes de derrubios fluviales que el mar, con el oleaje y las corrientes marinas, distribuye irregularmente, dejando depresiones cerradas por cordones de dunas o arenas, las cuales, frecuentes como en el caso de las albuferas, tienen un portillo o «grao» (del latín gradum, en el sentido de escalón o paso) que comunica temporal o permanentemente con el mar, pero que más tarde o temprano acaban cerrándose para convertirse en laguna litoral. Son numerosas en la cuenca del bajo Guadalquivir, el Mar Menor en la Región de Murcia, la Janda, en la costa ampurdanesa (Gerona) y en las desembocaduras de algunos ríos que forman deltas, como el Ebro o el Llobregat. Su vida suele ser muy corta, tanto que en ediciones sucesivas de los mapas de dichas áreas, algunas ya han desaparecido.

#### Lagos mixtos
Por último, en muchos casos es difícil precisar cuál es el fenómeno determinante de una cuenca lacustre, pues a veces coinciden varios factores. Ya hemos citado como caso probable de origen mixto la laguna de Gallocanta y la de Janda. En otros casos, aun cuando el fenómeno principal es de origen areico, estas depresiones se localizan a favor de algún fenómeno estructural, como en las pequeñas depresiones subsecuentes de las lagunas de Alcázar de San Juan, excavadas en las capas blandas del terreno, intercaladas entre cuestas salientes, formadas por rocas de igual edad pero mayor resistencia.
Sin duda alguna el caso mejor conocido de lago de origen mixto es el lago de Bañolas en la provincia de Gerona, a la vez tectónico y cárstico. Este lago se aloja en una depresión originada por una gran falla que sigue a todo lo largo del lago. La cubeta tiene actualmente una superficie de unos 1,7 km². Las aguas afluentes son escasas y no obstante el río emisario, el Terri, arroja un caudal de 53 m³/s, lo cual exige que el lago esté alimentado por aguas subterráneas. Se ha buscado, por el método de la fluoresceína, el origen de las mismas y se ha hallado que proceden de la cuenca del río Fluviá, en el Pirineo, a unos 20 km de distancia. El agua circula subterráneamente en el fondo de los embudos de 40 y 20 metros de profundidad que forman el fondo de la cubeta. Se trata, pues, de un lago de tipo mixto, de origen tectónico, pero alimentado por aguas de origen cárstico.